# Statue d'évêque de Saint-Libert

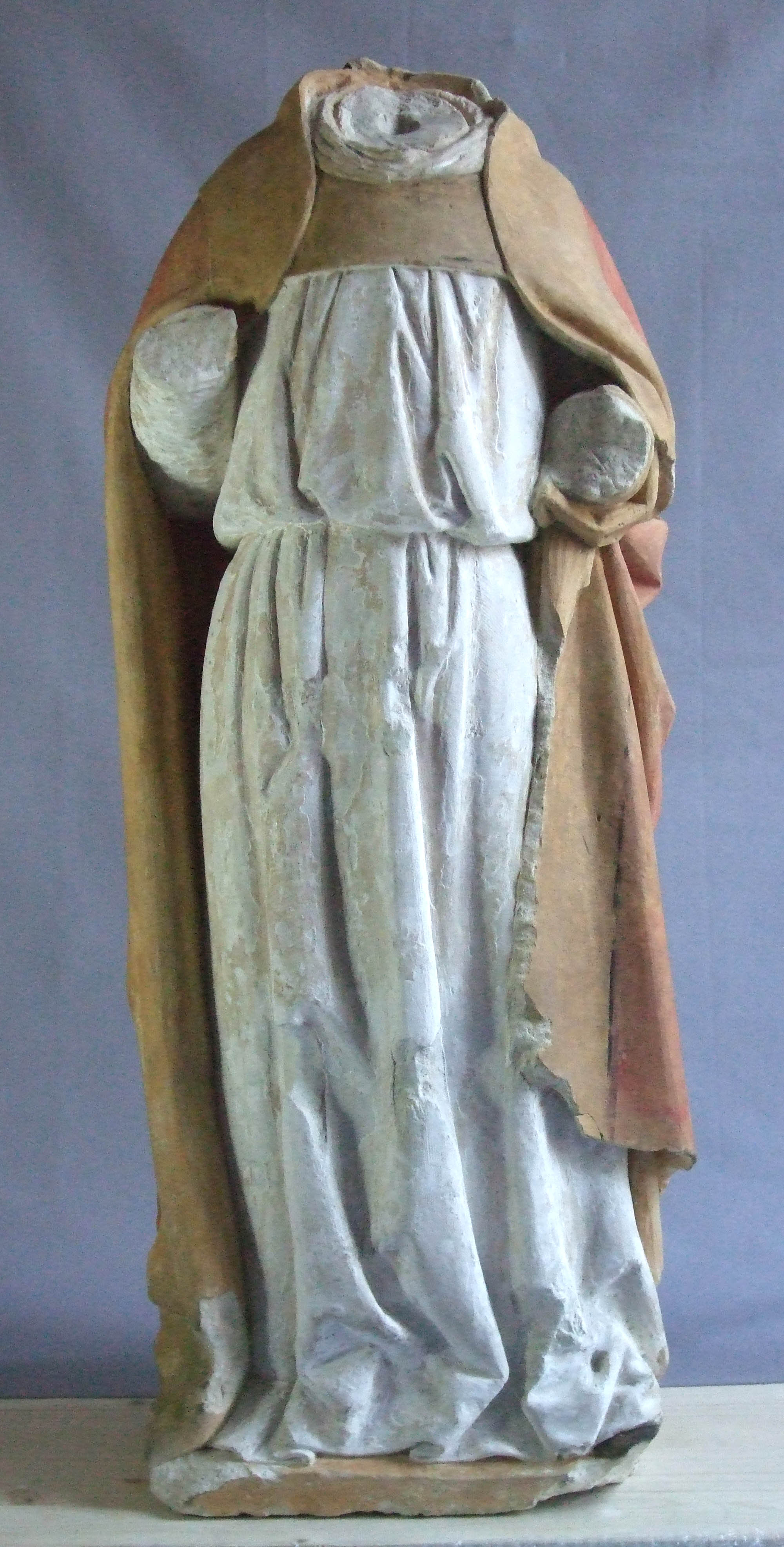
Statue d'évêque de la chapelle Saint-Libert

La statue d'évêque de Saint-Libert de Tours est une sculpture de la fin du XVe siècle, conservée dans la chapelle Saint-Libert de Tours. Elle a été retrouvée lors des fouilles qui ont eu lieu entre 2011 et 2013 sur le site de la chapelle, à l'occasion du projet de réhabilitation de celle-ci par la Société archéologique de Touraine.

## Histoire

### Place dans la chapelle
La chapelle Saint-Libert a été rénovée aux alentours des années 1480-85, puisque des analyses des bois de la charpente (dendrochronologie) effectuées lors des fouilles, indiquent une coupe du bois lors de l'hiver 1483. La volonté de rénover cette chapelle du XIIe siècle, n'est pas documentée. Toutefois, on observe des travaux de rénovations généralisés , à l'échelle de la ville de Tours vers la fin du XVe siècle. Ces multiples reconstructions ont pu être justifiées par les dégâts occasionnés par la guerre de Cent Ans et un retour à une période plus stable pour la ville. De plus, on peut penser que l’installation des rois de France au château du Plessis, et l’arrivée de la cour en ville ont pu apporter de nouveaux fonds pour la construction. Pendant cette période faste, la chapelle, appartenant à l’abbaye de Preuilly-sur-Claise, aurait pu être encore une aumônerie que l’on aurait souhaité embellir. Si cette hypothèse se tient, la commande de la statue irait de pair avec la supposée fonction hospitalière de la chapelle, et de son nouveau décor.

### Mutilation
La statue a été retrouvée dans un état de conservation exceptionnel, à l'exception de sa tête ainsi que ses avant-bras qui ont été manifestement buchés. La mutilation de la statue est vraisemblablement à mettre en rapport avec le vandalisme protestant de 1562. Dès les années 1530-50, plusieurs vagues iconoclastes ont frappé les cités épiscopales. Il s’agissait tout d’abord d’actes isolés qui répondaient à l’appel de Calvin concernant l’adoration des images. En 1562, la ville de Tours est assiégée pendant cent jours par les Protestants, et de nombreux lieux sacrés sont mis à sac. Bien que leur siège soit de courte durée, ils sont déterminés à renverser la doctrine catholique, et se débarrassent violemment de toute la liturgie catholique : statues, costumes, orfèvreries, orgues… ; tout le mobilier des églises est systématiquement visé. 

### Inhumation

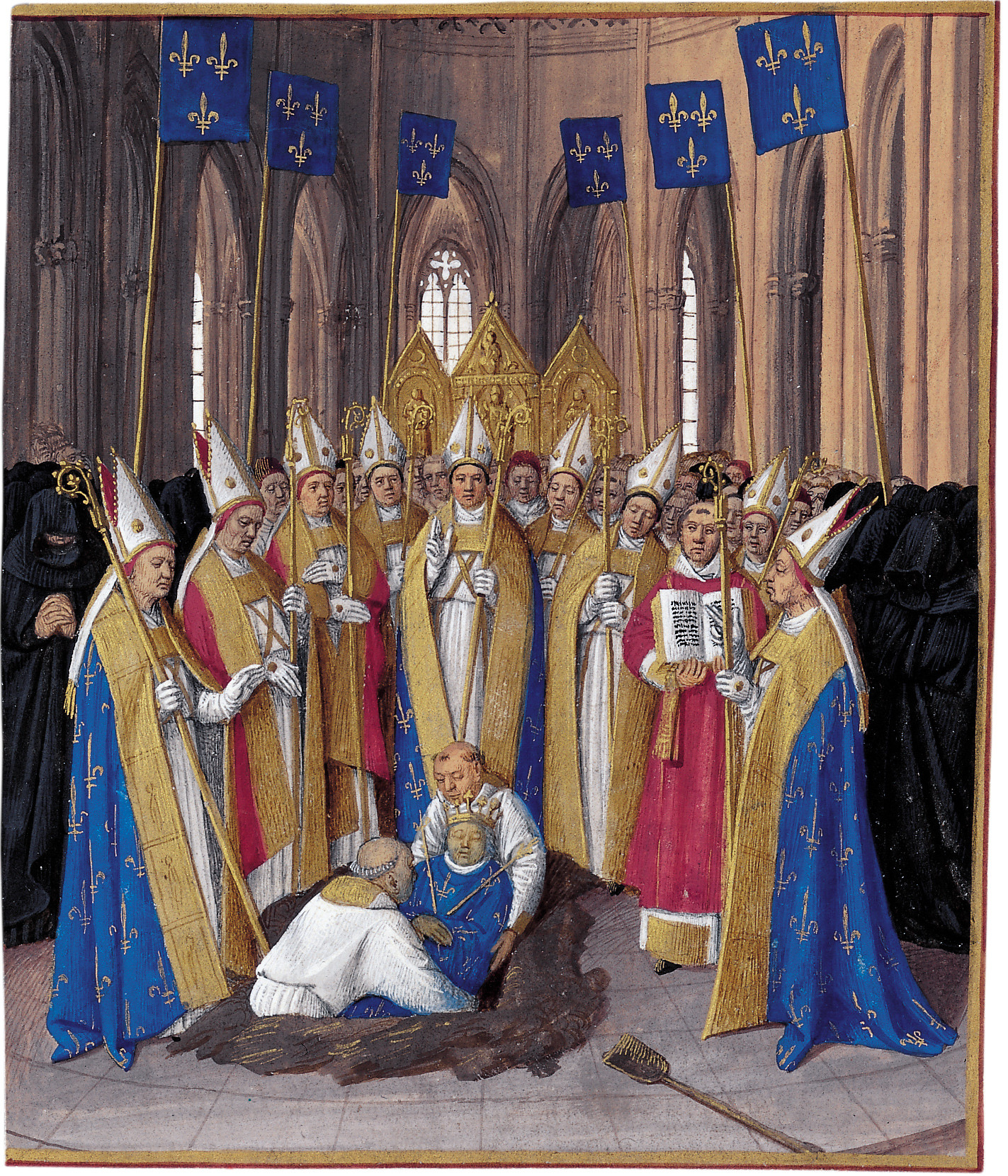
Funérailles de Philippe le Bel

En 1613, la chapelle est vendue à un chanoine du nom de Robert Lhermine qui la cède ensuite à la congrégation de l’Oratoire vers 1617. Les bâtiments du domaine de Saint-Libert sont sûrement en ruine en 1613 lors de l'acquisition. La statue d’évêque mutilée a certainement été retrouvée à cette occasion et c’est sans doute en même temps que l’autel est reconstruit. On peut supposer que le précédent avait dû être détruit, ou endommagé. Pendant les éventuels travaux de réfection, les prêtres de l'Oratoire auraient enterré la statue décapitée sous le nouvel autel. Elle a bénéficié d’une inhumation rituelle : cette statue a certainement été bénie lors de son installation initiale et bien que mutilée, elle ne pouvait, être détruite ou jetée puisqu’elle avait été le support d’une pratique dévotionnelle. Elle a été posée sur le dos, et a été entourée de pierres comme pour délimiter son tombeau. Ce traitement humanisant de la statue a pour but de réconcilier la chapelle qui avait été souillée par la possible installation des protestants ou par les nombreux actes de vandalisme qui accompagnèrent le siège de la ville en 1562. La statue est traitée comme une relique, et sa sainteté s’étend ainsi à toute la chapelle. Il s’agit en quelque sorte d’une depositio qui agirait comme celle d’un corps saint. L’enluminure de Jean Fouquet qui représente les funérailles de Philippe le Bel à Saint-Denis, illustre l’inhumation royale dans le chœur même de la basilique, et devant l’autel. Ainsi, le traitement que reçoit cette statue s’inspire directement de la pratique de l’inhumation ad sanctos. Le chevet de la chapelle ayant été détruit lors de l’ouverture de l’impasse de la Bretonnerie sur le quai, la découverte de cette statue est fortuite. 

## Description
Il s’agit d’une statue de taille moyenne. En l’état, elle mesure 92 cm de hauteur et 38 cm de largeur. C’est une sculpture en ronde-bosse, mais le revers n'est pas entièrement peint. Le personnage est représenté debout sur une base rectangulaire. Il est vêtu d’une longue aube blanche, cintrée au niveau de l’estomac, et d’une longue chape rouge et ocre. La chape est portée sur les épaules et elle est retenue par un mors de chape. L’extrémité d’une chaussure gauche, peinte en noir, est perceptible. Elle est très endommagée et il est impossible de l’assimiler à un élément de costume en particulier. La polychromie est quasi intacte grâce au très court temps d’exposition dont elle a bénéficié (environ un peu plus d’un siècle et demi), et de l’inhumation qui l’a protégé du contact avec l’air. Seules quelques moisissures sont à déplorer, la restauration faite en 2013, a permis de stabiliser l’ensemble de la couche picturale et stopper les dégradations.

### Iconographie

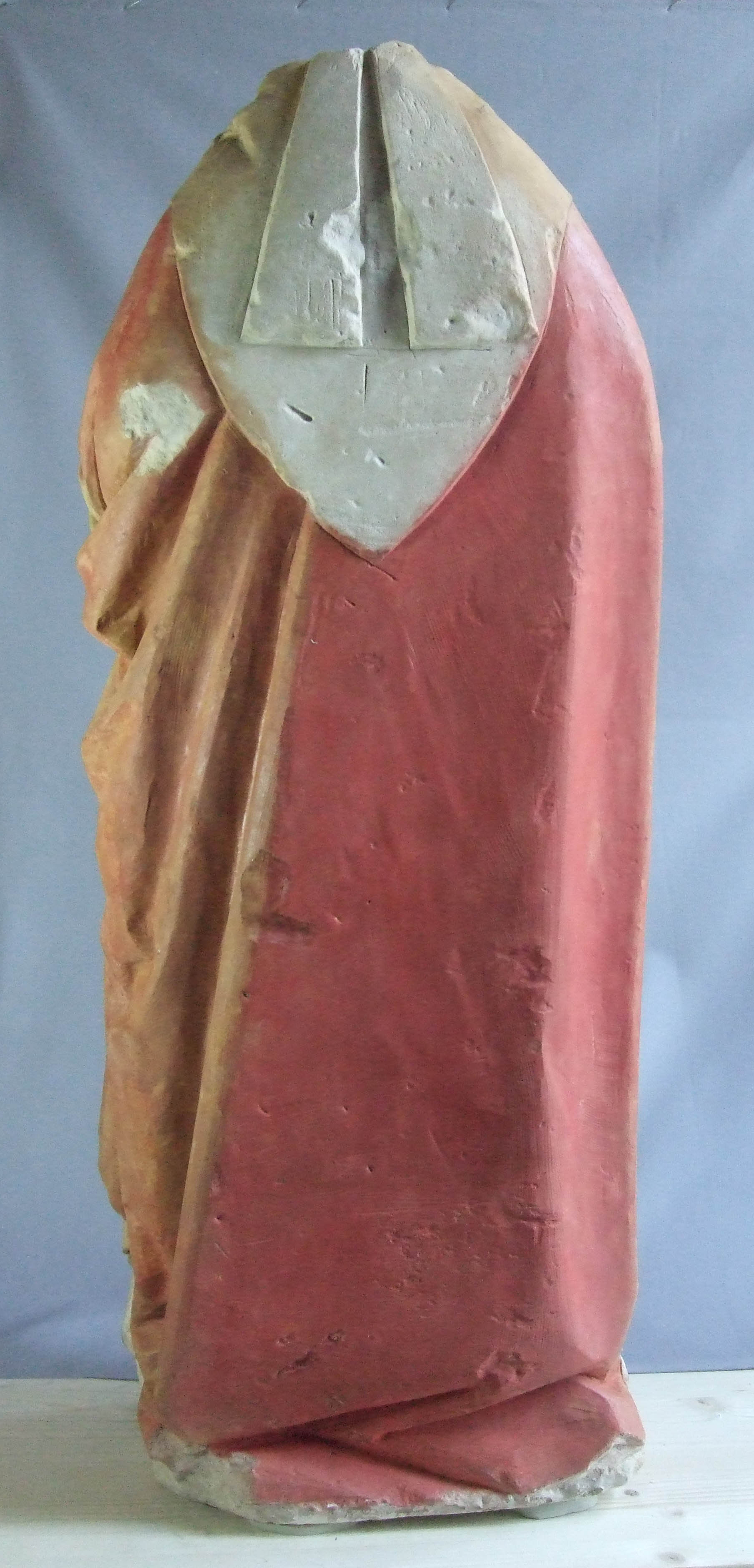
La statue d'évêque de Saint-Libert

L’identification du personnage relève du seul indice qui nous soit parvenu : les deux fanons provenant d’une mitre d’évêque sont sculptés sur le revers de la statue. Cet élément est le seul pouvant attester du statut épiscopal du personnage puisque que sa tête a été décapitée et ses avant-bras, qui devaient tenir des attributs du type crosse épiscopale, ont été amputés lors des destructions protestantes. Comme la chapelle est dédiée à saint Libert, il n’est pas impossible que la statue le représente. Saint Libert est un ermite de l’abbaye de Marmoutier, connu pour ses actions de guérisseur. Il meurt à la fin du VIe siècle, à Marmoutier. Bien que saint Libert n’ait jamais assuré la fonction d’évêque, il est probable que l’on ait fait porter à ce personnage l’habit de l'évêque, à un moment où son identité n'est pas encore tout à fait aboutie. C'est André Vauchez qui a mis en lumière le phénomène de cléricalisation des figures saintes à la fin du Moyen Âge. Il s'agit d'une pratique dans laquelle, on donne aux saints les attributs de la prêtrise. C'est un moyen pour les ecclésiastiques de remettre en valeur le rôle du prêtre dans la société, face à la montée du pouvoir des laïcs. Parallèlement, Roland Recht signale l'apparition de la commande on spec à la fin du Moyen Âge. Les sculpteurs commençaient ainsi à produire un certain nombre d'images génériques, pour atteindre une clientèle plus large, et destinées à d’adapter ensuite au décor prévu. Cela expliquerait l'iconographie commune de cette sculpture. Ces deux aspects de la production statuaire médiévale, nous fait opter pour une représentation du saint Libert.    

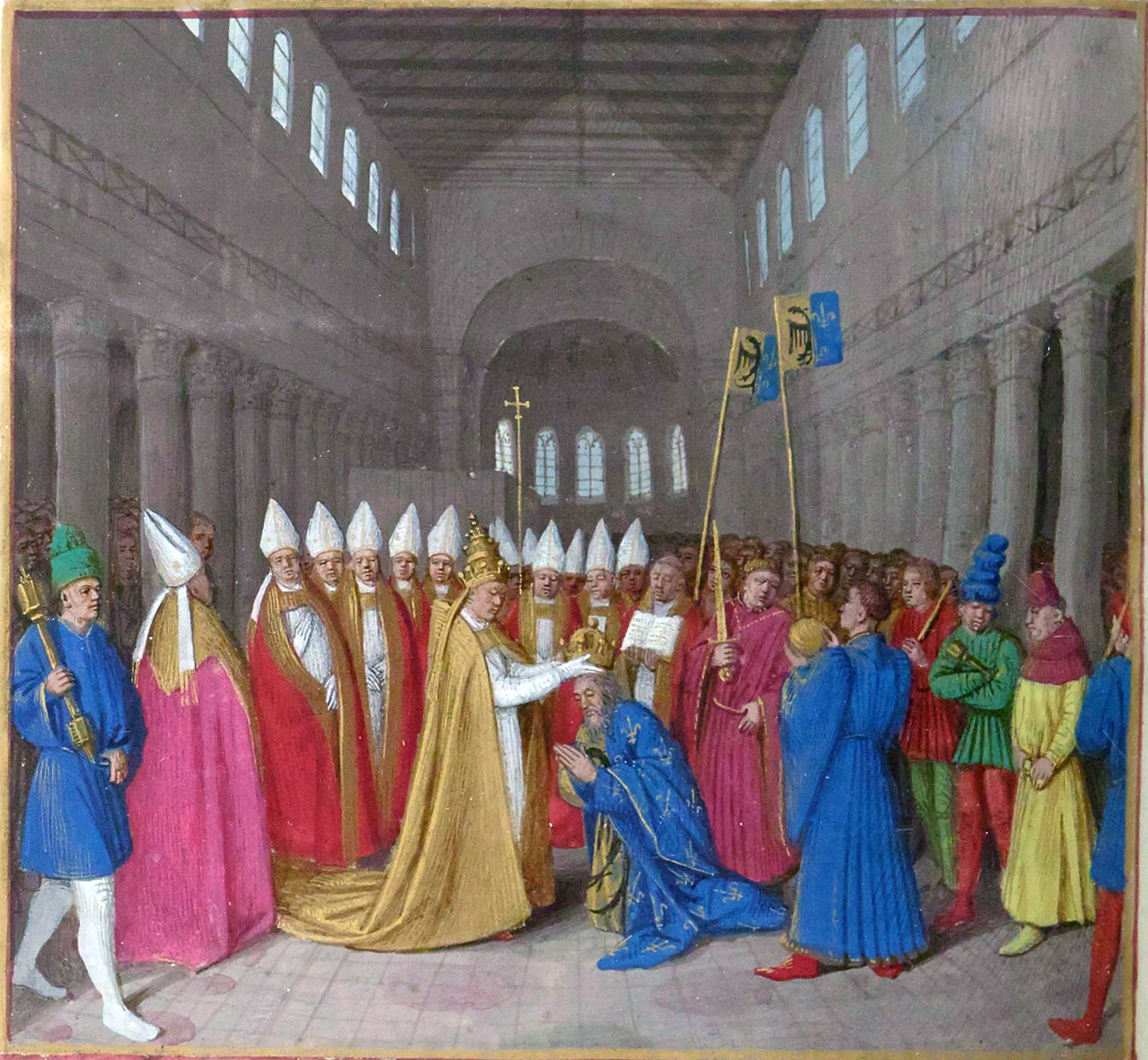
Jean Fouquet, Sacre de Charlemagne, Grandes Chroniques de France, Tours, vers 1455-1460, BnF, fol. 89v.

### Style
Le costume et les couleurs employées : le manteau rouge bordé d'ocre et le mors de chape en lanière ocre, rappellent fortement une autre enluminure de Jean Fouquet, le Sacre de Charlemagne. En plus de conforter nos hypothèses sur l'iconographie, cette ressemblance frappante nous permet d'attribuer cette sculpture à un imagier tourangeau bien au fait des pratiques de Fouquet, puisque la manière dont l'amict est sculpté, en forme d'ovale arrondi, n'apparaît à notre connaissance, que chez Fouquet. Cela nous permet de proposer une datation de cette statue entre 1460 et 1480.

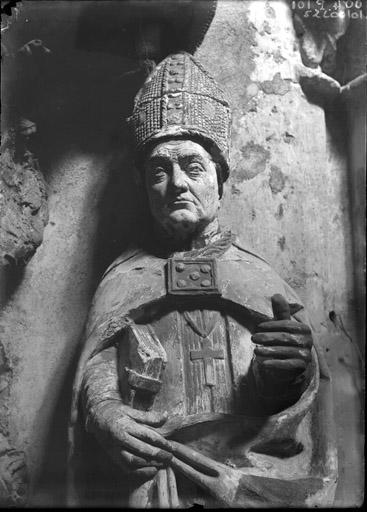
Évêque de Limeray

Plus largement, le contexte artistique tourangeau nous permet de rattacher cette sculpture à l'école de la vallée de la Loire dont on conserve quelques sculptures similaires. Le traitement du drapé, la forte attention au détail, et la qualité générale de la taille,  apparaissent liés à l’œuvre de Michel Colombe, ce qui fait penser qu'elle serait issue de son atelier. De plus, le chantier de la façade de la cathédrale Saint-Gatien de Tours, initié en 1430, a attiré une nombreuse main-d’œuvre qualifiée dont on pense que ce sculpteur serait issu. Il n'y a néanmoins, aucune source pour attribuer cette sculpture avec certitude.  